# Weyland-Yutani
Weyland-Yutani é uma megacorporação na série de filmes e jogos Alien, e Aliens vs. Predador geralmente referida apenas como "A companhia". É uma das corporações que controlam colônias humanas fora do sistema solar através da Administração de Colonização Extrasolar, possui um posto na Interstellar Commerce Commission's Company Review Board, e uma grande presença na Terra.
Weyland-Yutani é geralmente exibida como possuindo os piores aspectos de uma corporação, e se mostra disposta a sacrificar a decência e vidas humanas em busca do lucro. Em várias exibições no universo de Aliens, a corporação tem suas mão em todos os aspectos da colonização espacial e pesquisa. A corporação consistentemente ordenou seus funcionários e agentes para tentar obter Xenomorfos vivos, para serem usados como arma biológica, sem dar valor algum para suas vidas.
Weyland-Yutani é um exemplo moderno de megacorporação maligna na ficção científica

## Alien
No primeiro filme Alien, a palavra composta "Weylan-Yutani" podia ser vista no lado superior direito do monitor durante a cena da nave sendo despertada e no canto inferior esquerdo de um display durante a sequencia de chegada ao planeta de Alien. Ele também está impresso nas latas de cerveja, nas quais pode ser parcialmente visto em algumas cenas, como "Original and Genuine Weylan-Yutani Aspen Beer - Extra Strong - Aspen Colorado".

## Aliens
Quando James Cameron foi designado para escrever e dirigir uma sequencia, o papel da Weyland-Yutani foi aumentado significativamente, se tornando um elemento indispensável na saga Alien. 
O logo original da Weyland-Yutani era um emblema do sol voador egípcio, ele foi modificado nesta sequencia para o atual W/Y. Ele pode ser visto em vários locais.
No filme a companhia controla a colônia LV-426, ela construiu uma máquina gigantesca para deixar o ar respirável (gás respirável).

## Alien 3
Em Alien 3, o nome Weyland-Yutani pode ser visto varias vezes escrito em japonês. Ele aparece uma vez em uma caixa de suprimentos. Os primeiros seis kana, que é uma parte do katakana japonês usado para representar palavras estrangeiras, se fala weirando. A segunda parte, escrita em kanji é o nome Yutani. O nome da corporação também aparece em um jornal, onde os últimos quatro kanjis são lidos kabushikigaisha que significa "corporação de capital aberto".

## Alien: Ressurreição
Na era em que se passa Alien: Ressurreição, a companhia não existe mais, uma força militar chamada United Systems Military agora controla todos os aspectos antes pertencentes a Weyland-Yutani, incluindo armas de fogo como os rifles de pulso M41A e as armas inteligentes M56, além de outros contratos de desenvolvimento de armas.
Em uma cena deletada incluída na versão do diretor, assim como na romantização, um dos cientistas exclama que a Weyland-Yutani foi comprada pelo Wal-Mart. E no romanceAlien: Original Sin, existe uma referencia feita a um veiculo antes produzido pela Weyland-Yutani que agora possui o "Wal-Mart" em seu nome.

## Alien vs. Predador
Em Alien vs. Predador, o fundador da companhia, até então conhecida como Weyland Industries, é exibida como sendo Charles Bishop Weyland. Ele é representado pelo ator Lance Henriksen, o mesmo ator que atuou como o androide Bishop em Aliens e Alien 3, sugerindo que o androide foi modelado segundo sua imagem. Porém, em Alien 3, lançado antes de Alien vs. Predador, é deixado claro que o androide Bishop foi criado por um funcionário da Weyland-Yutani chamado Michael Bishop.

## Aliens vs. Predator: Requiem
No fim do filme, o militar que ordenou a limpeza da cidade onde ocorreu o confronto leva uma das armas de ombro do predador, que tinha sido adaptada pelo mesmo para virar pistola, para uma mulher que ele chama de Yutani, ela comenta que o mundo não esta preparado para esta tecnologia. A isso ele responde "Mas isso não é para o nosso mundo, não é sra. Iutani", dando a entender que os planos da empresa para a colonização de outros planetas, já estão sendo feitos. Fica a dúvida: eles já tem outros pedaços de tecnologia dos predadores? Será que esta não é a origem da tecnologia da empresa?

## Prometheus
Em "Prometheus", Peter Wayland é apresentado como CEO da corporação, e responsável pelo envio da nave ao planeta representado no filme.

## Outros trabalhos
Como uma homenagem aos filmes Alien, o logo da Weyland-Yutani é usado em algumas armas da série de TV Firefly, criada por Joss Whedon, roteirista de Alien: Resurrection, o logo pode ser vista nos displays do episódio piloto do show. No filme Serenity, um derivado de Firefly, os Operativos dizem que a Aliança está "construindo um mundo melhor", um modificação do slogan da Weyland-Yutani, "construindo mundos melhores".
Na série Angel, Weyland-Yutani é também exibida como um dos maiores clientes, junto da Yoyodyne e News Corp, da companhia Wolfram and Hart.
O nome da firma também aparece na proa de um super petroleiro passando por baixo da "Ponte Gibraltar", perto do final de Extreme Engineering no Discovery Channel.
A banda alemã Wumpscut usa o logo da empresa como seu próprio logo.
Uma nave da Weyland-Yutani pode ser vista, entre outras naves acidentadas na série Red Dwarf, no episódio Psirens.

## Origem do nome
O nome "Weyland-Yutani" foi criado por Ron Cobb, um dos designers da nave Nostromo e dos uniformes. Ele se inspirou no nome de uma companhia de automóveis britânica, a British Leyland, e no nome de um vizinho japonês dele, Yutani.
O nome original da companhia era "Weylan Yutani", sem o "d" em seu nome, e em nenhum momento no filme Alien o nome da companhia é falado pelos atores com o "d". Isto mudou no filme Aliens em diante para "Weyland-Yutani".
No jogo Predator: Concrete Jungle, um clipe ao final mostra o novo dono da Weyland e um homem japonês, presumido como sendo o CEO da Yutani, celebrando a união de suas corporações. Eles mencionam algo sobre o desaparecimento do Sr. Weyland.